# 海膜目
海膜目（学名：Halymeniales）是真红藻纲下的一个目。

## 下属分类
本目包括以下科：
- Grateloupiaceae
- 海膜科 Halymeniaceae
- Tsengiaceae 
  - Trachynema
  - Tsengia K.C.Fan & Y.P.Fan, 1962